# S1PR4
S1PR4 (англ. Sphingosine-1-phosphate receptor 4) – білок, який кодується однойменним геном, розташованим у людей на короткому плечі 19-ї хромосоми. Довжина поліпептидного ланцюга білка становить 384 амінокислот, а молекулярна маса — 41 623.
| 10         |  | 20         |  | 30         |  | 40         |  | 50         |
| ---------- |  | ---------- |  | ---------- |  | ---------- |  | ---------- |
| MNATGTPVAP |  | ESCQQLAAGG |  | HSRLIVLHYN |  | HSGRLAGRGG |  | PEDGGLGALR |
| GLSVAASCLV |  | VLENLLVLAA |  | ITSHMRSRRW |  | VYYCLVNITL |  | SDLLTGAAYL |
| ANVLLSGART |  | FRLAPAQWFL |  | REGLLFTALA |  | ASTFSLLFTA |  | GERFATMVRP |
| VAESGATKTS |  | RVYGFIGLCW |  | LLAALLGMLP |  | LLGWNCLCAF |  | DRCSSLLPLY |
| SKRYILFCLV |  | IFAGVLATIM |  | GLYGAIFRLV |  | QASGQKAPRP |  | AARRKARRLL |
| KTVLMILLAF |  | LVCWGPLFGL |  | LLADVFGSNL |  | WAQEYLRGMD |  | WILALAVLNS |
| AVNPIIYSFR |  | SREVCRAVLS |  | FLCCGCLRLG |  | MRGPGDCLAR |  | AVEAHSGAST |
| TDSSLRPRDS |  | FRGSRSLSFR |  | MREPLSSISS |  | VRSI       |  |            |

A: Аланін

C: Цистеїн

D: Аспарагінова кислота

E: Глутамінова кислота

F: Фенілаланін

G: Гліцин

H: Гістидин

I: Ізолейцин

K: Лізин

L: Лейцин

M: Метіонін

N: Аспарагін

P: Пролін

Q: Глутамін

R: Аргінін

S: Серин

T: Треонін

V: Валін

W: Триптофан

Кодований геном білок за функціями належить до рецепторів, g-білокспряжених рецепторів, білків внутрішньоклітинного сигналінгу. 
Локалізований у клітинній мембрані, мембрані.